# Зана из Тхина
Зана — женщина, жившая во второй половине XIX века в Абхазии. Согласно легенде, это абнауя («лесная женщина») большого роста и полностью покрытая волосами, которую в XIX веке поймали охотники в лесах Абхазии, держали в качестве рабыни, затем она жила среди местных жителей и оставила потомков. Жители села Тхина и криптозоологи считают Зану диким или снежным человеком.
Предполагаемый череп Заны, эксгумированный из могилы на семейном кладбище, является человеческим и принадлежал пожилой женщине с ярко выраженными экваториальными чертами. Анализ ДНК Заны (и шестерых её потомков) показали её происхождение из центральноафриканской популяции Homo sapiens. Внешность и поведение Заны, описанное в легенде, можно объяснить генетическим расстройством «врождённый генерализованный гипертрихоз».

## Свидетельства
Зана обитала в лесах у горы Заадан, когда князь Ачба, вышедший в лес на охоту, поймал её. Сделал он это с помощью своих подручных, которые заманили дикого человека с помощью грязных, пропахших штанов, оставленных на видном месте. Приманка сработала, и, подойдя, объект охоты стал рассматривать странный предмет. Улучив момент, охотники напали и связали её.
При ближайшем рассмотрении диким человеком оказалась волосатая двухметровая женщина. Волосяной покров тёмно-бурого цвета покрывал всё тело, особенно нижнюю его часть. Длина волос составляла в среднем ладонь. Цвет кожи под покровом был тёмно-серым. Само тело было массивного, мускулистого сложения, исключая тонкие голени. Стопы были широкими с длинными пластичными пальцами. На лице также имелся волосяной покров, но намного менее длинный. Волосы на голове начинались почти от самых бровей, их длина достигала спины. Глаза были красного цвета. Она имела широкое скуластое лицо, с крупными чертами, покатым низким лбом, широким ртом, плоским носом с большими ноздрями, выдающейся нижней челюстью.
Женщину назвали Заной. Князь Ачба подарил её своему другу князю Челокуа, а тот, в свою очередь, — князю Эдже Генаба, который привёз её в свои владения в селение Тхин у реки Мокви, в 78 километрах от Сухума.
Поначалу князю пришлось заточить её в загоне из вертикальных брёвен и держать в цепях по причине её буйного нрава. Понемногу её смогли усмирить. Спустя три года она уже свободно прогуливалась в селении наравне с другими местными жителями, не считая того, что ходила голой. Ночевала она в вырытой ею самой яме, и зимой, и летом, однако иногда любила ночевать на пепле от костра. Одежду она не принимала и лишь к концу жизни научилась носить набедренную повязку. По свидетельству очевидцев, она бегала со скоростью лошади, а также одной рукой могла поднимать мешок весом в 80 килограммов. Любимыми её занятиями, по утверждению очевидцев, было плавание в реке и выпивка. Она выполняла некоторые работы, требовавшие большой физической силы. Говорить она не научилась, но знала своё имя. Она издавала отрывистые вскрики, мычание и рычание. Когда радовалась, издавала тонкий металлический смех, но никогда не улыбалась.
За время проживания в селении Зана вступала в интимный контакт с несколькими мужчинами, в том числе с самим князем Генаба, и родила пятерых детей. Первого ребёнка, от князя, Зана утопила. Остальных детей, рождённых Заной, сразу же отбирали. Время кончины Заны, как и место её захоронения, доподлинно не известно. Другим свидетелем, видевшим Зану ещё при жизни, был местный житель Зеноб Чокуа. Хоть он и был ещё мал при встрече, однако смог подробно описать её.
Умерла она в 1880-х годах. До конца жизни не было замечено ни одного признака её старения, ни поседевших волос, ни выпавших или ослабших зубов.
Четырёх выживших детей, двоих девочек и двух мальчиков, назвали соответственно Гомаза и Коджанир, Джанда и Хвит. Судьба трёх из них неизвестна. Лишь её младший сын Хвит остался в селении и был женат дважды. От второй жены Марии у Хвита родилась дочь Раиса, которую опрашивали исследователи. Хвит умер в 1954 году в возрасте 67 лет. Как оказалось, отцом младшего сына Заны Хвита был местный пастух по фамилии Сабекия, воспитавший его и давший ему свою фамилию.
Хвит и, предположительно, сама Зана погребены на сельском кладбище.

## Исследования
Исследования Заны начались с 1962 года, когда московский биолог Александр Машковцев приехал в селение. Там от местных жителей он и услышал истории о Зане. Вскоре он пересказал их историку и криптозоологу Б. Ф. Поршневу (главному советскому энтузиасту поисков «реликтовых гоминоидов»). Вместе с коллегами Поршнев приехал в Тхину, начал искать пожилых людей, лично видевших Зану, после смерти которой прошло не менее 70 лет. В то время им было уже за сто лет, однако очевидцы хорошо помнили связанные с Заной события.
В 1975 году исследования продолжил историк Игорь Бурцев. Первоначально никто не смог сообщить место захоронения самой Заны, однако место погребения её сына Хвита, умершего в 1954 году, сохранилось. Также Бурцев познакомился с дочерью Хвита Раисой, родившейся в 1934 году от второго брака. По описанию Бурцева, Раиса имеет негроидные черты лица, чуть курчавые волосы и сероватую кожу. После долгих поисков Бурцеву удалось найти могилу Заны. Он провёл раскопки могил и смог добыть черепа Хвита и, предположительно, самой Заны.
Годы спустя исследованиями Бурцева заинтересовались американские учёные, исследовавшие геном и образ жизни неандертальцев. В лабораторию по исследованию генетики неандертальцев Нью-йоркского университета Бурцев привёз череп Хвита Сабекия, разрешение на вскрытие могилы которого он получил с большим трудом. Исследования на основании материала черепа Хвита должны были выяснить, являлась ли сама Зана неандертальцем.
По состоянию на 2015 год оба черепа хранятся у Бурцева в Москве.
Существует версия, что Зана, имевшая тёмную кожу, могла быть представительницей негроидной расы. Этой версии придерживались абхазские этнографы, поскольку в Абхазии проживают местные негры. Однако очевидцы, видевшие Зану, утверждают, что с неграми она не имела ничего общего. Главным аргументом против её негроидного происхождения был её обильный волосяной покров. По мнению поэта и писателя Фазиля Искандера, долгожители, знавшие Зану, могли соврать о её волосяном покрове ради привлечения внимания общественности к селению.
О внешности самой Заны существуют только рассказы, а фотографии потомков и черепа одного из них не отличаются признаками, которые могли бы доказывать то, что Зана была реликтовым гоминидом.

Череп, который некоторые энтузиасты считают принадлежащим Зане, на самом деле, как сообщает И. Бурцев, далеко не обязательно её. Скелет был найден недалеко от других раскопанных в поисках Заны погребений. Это погребение отличалось скорченным положением тела, тогда как по исламскому обряду тело должно быть выпрямлено. Сам череп принадлежит пожилой женщине и имеет ярко выраженные экваториальные черты: резкий прогнатизм, выпуклый лоб, несколько развернутые вперед скулы, широкий нос, уплощенные носовые кости и широкое межглазничное пространство.

Череп Хвита выглядит действительно впечатляюще: мощные надбровные дуги, крупное лицо, широкий нос, рельефный затылок. Однако по всем признакам он — Homo sapiens. Мужчина был, очевидно, выдающийся, но повышенная массивность на Кавказе — не такая уж запредельная редкость. Крупное надбровье не имеет характера валика (как было бы у неандертальца), а так называемый надглазничный треугольник (уплощение у основания скулового отростка лобной кости — характерная сапиентная черта) выражен отлично. Современно строение и височной кости — едва ли не самой важной для диагностики видов, и нижней челюсти.— Соколов, 2015, Миф № 28. Снежный человек — это неандерталец, который до сих пор скрывается где-то в лесах, с. 154–158
Генетик Брайан Сайкс из Оксфордского университета (Великобритания) провёл анализ ДНК шестерых потомков Заны и её сына Хвита и пришёл к выводу, что Зана была человеком современного вида, «стопроцентной» африканкой, скорее всего, из Западной Африки. По его мнению, вероятнее всего Зана произошла от рабов, завезённых в Абхазию турками-османами. По другому предположению Сайкса, она принадлежала к людям, которые вышли из Африки около 100 тысяч лет назад и с тех пор якобы скрытно жили в горах Кавказа. Генетический материал для исследований был предоставлен Бурцевым. С его помощью Сайкс также встретился с шестью ныне живущими потомками Заны и взял образцы слюны для исследований. В 2015 году во многих популярных изданиях, включая британские, вышли публикации, согласно которым профессор Брайан Сайкс на основании исследования ДНК черепа обнаружил, что Зана была йети. Эти публикации сильно повредили репутации учёного.
В 2018 году Ашот Маргарян из Центра геогенетики при Национальном музее Дании (Копенгагенский университет) сообщил, что у Заны и Хвита выявлена одинаковая митохондриальная ДНК, а его лаборатория будет проводить полногеномный анализ ДНК Хвита.
Описание Заны напоминает людей с атавистическими признаками (гипертрихоз — избыточный рост волос, включая волосы на лице, покатый лоб). Кроме того, гипертрихоз может быть приобретённым вследствие гормональных изменений на почве голода и лишений. Волосатостью нередко отличаются одичавшие дети. Предполагается, что Зана была слабоумной девушкой, заблудившейся в лесу и одичавшей. Этим же можно объяснить происхождение другого «дикого человека», задержанного в горах Дагестана в декабре 1941 года отрядом полковника Карапетяна. По описанию последнего, это был глухонемой и психически больной человек, сплошь покрытый волосами.
В 2021 году вышла статья, посвящённая исследованию ДНК Заны и Хвита. У Заны и Хвита определена распространённая в Африке митохондриальная гаплогруппа L2 (субклад L2b1b1*). У самого Хвита определена Y-хромосомная гаплогруппа R1b1a1b-M269 (субклад R1b1a1b1b-Z2103>Y4364>FGCLR459>FTA50400). Возможно, у Заны было генетическое расстройство, такое как врождённый генерализованный гипертрихоз, который может частично объяснить её странное поведение, отсутствие речи и длинные волосы на теле.
К концу 2021 года проведены три полных секвенирования геномов предполагаемой Заны, Хвита и его родственников. Результаты, полученные в независимых друг от друга лабораториях свидетельствуют, что генетическая линия женщины, которую считают Заной, происходит из центральной части экваториальной Африки (между Южным Суданом и Западной Африкой), а генетическая линия её сына Хвита располагается между африканскими и европейскими или кавказскими популяциями.

## В культуре
Ряд криптозоологов считает Зану представителем снежного человека.
Поэт и писатель Фазиль Искандер коротко описал версию о происхождении Заны в произведении «Стоянка человека». Главный герой Виктор Карташов излагает историю об умственно отсталой, но крупного телосложения женщине, которая сбежала в горы и там одичала.
Б. Ф. Поршнев описал историю Заны в повести «Борьба за троглодитов».